# Машуковский сельсовет
Машуковский сельсовет — сельское поселение в Мотыгинском районе Красноярского края.
Административный центр — посёлок Машуковка.

## История
Статус и границы сельского поселения определены Законом Красноярского края от 25 февраля 2005 года «Об установлении границ и наделении соответствующим статусом муниципального образования Мотыгинский район и находящихся в его границах иных муниципальных образований»

## Население
| 2010 | 2012 | 2013 | 2014 | 2015 | 2016 | 2017 |
| ---- | ---- | ---- | ---- | ---- | ---- | ---- |
| 656  | ↘627 | ↘593 | ↘553 | ↘552 | ↘540 | ↘513 |

## Состав сельского поселения
В состав сельского поселения входят 3 населённых пункта:
| № | Населённый пункт | Тип населённого пункта          | Население |
| - | ---------------- | ------------------------------- | --------- |
| 1 | Машуковка        | посёлок, административный центр | 631       |
| 2 | Никольск         | посёлок                         | 9         |
| 3 | Устье            | посёлок                         | 16        |

## Местное самоуправление
Машуковский сельский Совет депутатов
Дата избрания: 14.03.2010. Срок полномочий: 5 лет. Количество депутатов: 7
Глава муниципального образования
- Тварадзе Николай Александрович. Дата избрания: 14.03.2010. Срок полномочий: 5 лет